# Andreja Petrovic
Andreja Petrovic (* 1. Februar 2000 in Stavanger) ist ein norwegischer Tennisspieler.

## Karriere
Petrovic spielte einige wenige Matches auf der ITF Junior Tour, konnte sich dort aber nur außerhalb der Top 1000 platzieren.
Bei den Profis spielte Petrovic ab 2020 eine Handvoll Turniere auf der ITF Future Tour, doch konnte dort nie mehr als ein Match gewinnen. Dennoch platzierte er sich damit im Einzel und Doppel jeweils in der Weltrangliste. 2019 wurde er norwegischer Tennismeister – sowohl der Junioren als auch der Erwachsenen. Im selben Jahr begann er ein Studium an der University of North Dakota, wo er auch College Tennis spielte. 2020 wechselte er an die Florida State University. Anfang 2022 gehörte er zum norwegischen Team, das beim ATP Cup antrat. Bei seiner Premiere auf der ATP Tour wurde er zweimal im Doppel eingesetzt, konnte aber keines der Matches gewinnen.